# Daleka Północ (gazeta)
Daleka Północ (ros. Крайний Север, Krajnij Siewier) – rosyjski tygodnik, ukazujący się od 28 listopada 1933 roku. Do 1993 roku gazeta nosiła nazwę „Czukotka Radziecka”. 
Jest najstarszą gazetą Czukockiego Okręgu Autonomicznego i posiada wersję w języku czukockim. Siedziba pisma znajduje się w Anadyrze. Redaktorem naczelnym jest Nikita Szałaginow (ros. Никита Шалагинов). Korespondentem tygodnika był Jurij Rytcheu.